# 46. вечити дерби у фудбалу
46. вечити дерби у фудбалу је фудбалска утакмица одиграна у Београду 7. јуна 1970. године, између Црвене звезде и Партизана. Утакмица се завршила резултатом 1 : 1 (0 : 0).